# Pave Viktor 1.
Pave Viktor 1. var pave fra 189 til 199 (Vatikanet nævner alternativt perioden 186 til 197 eller 189 til 201). Han var den første afrikanske pave, idet han var født i den romerske Afrika-provins, hvorfra han kom til Rom. Efter sin død blev han kanoniseret som Sankt Viktor.
Indtil pave Viktors regeringstid var det blevet tolereret, at der var en forskel mellem opfattelsen i Rom og hos biskopperne i Lilleasien i, hvornår fejringen af påske skulle finde sted. Menighederne i Lilleasien mindedes dagen for Jesu korsfæstelse som den 14. i den jødiske måned nisan, som er dagen før den jødiske helligdag Pesach. I modsætning hertil fejrede menighederne mod vest, herunder i Rom, søndagen efter den 14. i nisan, som var dagen for Jesu opstandelse. Viktor blev kendt for sin uforsonlighed over for denne uenighed, og han viste det blandt andet ved at ekskommunikere de lilleasiatiske biskopper som Polykrates fra Efesos, som gik imod hans eget syn på påsken. Han ekskommunikerede ligeledes Theodotes af Byzans for hans syn på Kristus.
Før Viktors regeringsperiode blev messen i Rom gennemført på græsk. Pave Viktor ændrede det liturgiske sprog til latin, som blev anvendt på hans hjemstavn i Nordafrika. Ifølge Hieronymus var han den første kristne forfatter, der anvendte latin, når han skrev om teologi.